# Dave DePinto
Dave DePinto (* 2. März 1967 in Elk Grove Village, Illinois) ist ein ehemaliger US-amerikanischer Eishockeytorwart.

## Karriere
DePinto spielte auf der Position des Torhüters und wurde im Rahmen des NHL Supplemental Draft 1989 an der ersten Gesamtposition von den Québec Nordiques ausgewählt. Zuvor hatte er in den Spielzeiten 1984/85 und 1985/86 in der United States Hockey League bei den Dubuque Fighting Saints gespielt, ehe er ab 1986 drei Jahre für die Universitätsmannschaft der University of Illinois-Chicago gespielt hatte. Nachdem er gedraftet worden war, spielte er noch ein weiteres Jahr an der Universität. Der US-Amerikaner bestritt jedoch niemals ein Spiel in der National Hockey League oder einer der vielen nordamerikanischen Minor Leagues.